# Pseudosericocoma pungens
Pseudosericocoma es un género monotípico de fanerógamas pertenecientes a la familia Amaranthaceae. Su única especie: Pseudosericocoma pungens, es originaria de Sudáfrica.

## Descripción
Es un arbusto bajo muy ramificado y rígido; ramas subcilíndricas, pubescentes; hojas alternas, subsésiles, obovadas-oblongas, gruesas y carnosas, poco mucrondas, los nervios oscuros; cabezas de flores terminales, globosas u ovadas,  con mucho pelo fino de color marrón pálido; bracteolas desiguales.

## Taxonomía
Pseudosericocoma pungens fue descrita por  (Fenzl) Cavaco y publicado en Mémoires du Muséum National d'Histoire Naturelle. Nouvelle Série. Série B, Botanique 13: 66. 1962.
Basónimo
- Sericocoma pungens Fenzl